# Lesley Lokko
Lesley Naa Norle Lokko OBE (Dundee, 1964) é uma arquiteta, pesquisadora, professora universitária e escritora ganense-escocesa.
De 2019 a 2020, foi professora e reitora da Escola de Arquitetura Bernard e Anne Spitzer da Universidade da Cidade de Nova Iorque, além de ocupar cargos docentes, entre outros, em Joanesburgo, Londres, Acra e Edimburgo.
Em 2015, Lokko fundou a Escola de Pós-Graduação em Arquitetura (GSA) na Universidade de Joanesburgo, uma faculdade africana dedicada ao ensino de pós-graduação em arquitetura. Ela retornou a Accra, Gana, em 2021 e fundou o African Futures Institute, uma escola de pós-graduação em arquitetura e plataforma de eventos públicos. Em janeiro de 2024, Lokko foi anunciada pelo Royal Institute of British Architects (RIBA) como ganhadora da Medalha de Ouro do RIBA, uma das maiores honrarias do mundo para a arquitetura.

## Biografia
Lokko nasceu em 1964 em Dundee, filha de um cirurgião ganense e de uma mãe judia escocesa, e cresceu em Gana e na Escócia. Aos 17 anos, ingressou em um internato particular na Inglaterra. Começou a estudar hebraico e árabe na Universidade de Oxford, mas abandonou o programa para ir para os Estados Unidos. Formou-se na Bartlett School of Architecture, da University College London, com bacharelado em 1992, e mestrado em 1995, e obteve um doutorado em arquitetura pela Universidade de Londres em 2007.

## Carreira

### Arquitetura
Lokko lecionou arquitetura no mundo. Antes de sair dos Estados Unidos, foi professora assistente de Arquitetura na Universidade Estadual de Iowa de 1997 a 1998 e na Universidade de Illinois, em Chicago de 1998 a 2000. Em 2000, foi professora visitantena Universidade de Michigan. Retornou para o Reino Unido por quase uma década, ensinando arquitetura na Universidade de Kingston, University of North London e, finalmente, na Universidade de Westminster, onde estabeleceu o atual programa de mestrado nas áreas de Arquitetura, Identidade Cultural e Globalização.
Lokko foi indicada pela primeira vez para uma bolsa de visitante africana na Universidade da Cidade do Cabo após seu retorno à África do Sul. Cansada das "heranças da Europa", Lokko, em parceria com a Universidade de Joanesburgo, criou a Escola de Pós-Graduação em Arquitetura (GSA) em 2014/2015 e tornou-se sua diretora. A GSA, inspirada na Escola de Pós-Graduação em Design da Universidade de Harvard e na Associação de Arquitetura de Londres, é a única escola no continente africano que oferece a forma de ensino do Sistema de Unidades.
Em 2015, Lokko tornou-se diretora da recém-criada Escola de Pós-Graduação e professor associado de arquitetura na Universidade de Joanesburgo. Ela fundou a GSA numa época de imperativos políticos na África do Sul e testemunhou os protestos estudantis em grande escala, com a revolta consciente da identidade nacional na África do Sul pós-colonial.
Em junho de 2019, foi nomeada reitora da Escola de Arquitetura Bernard e Anne Spitzer do City College de Nova York, permanecendo neste cargo até 2020. Retornando a Gana, em 2021 fundou e é diretora do African Futures Institute (AFI), uma escola de pós-graduação em arquitetura e plataforma de eventos públicos em Acra.
Em 2021, Lokko foi nomeada curadora da 18ª Bienal de Arquitetura de Veneza, com inauguração prevista para 2023. Ela se tornou a primeira curadora negra da Bienal. A exposição foi intitulada "O Laboratório do Futuro", com os temas gêmeos de descolonização e descarbonização proporcionando um "um vislumbre de práticas futuras e formas de ver e estar no mundo", e Lokko disse: 
| “ | É impossível construir um mundo melhor se não pudermos primeiro imaginá-lo. | ” |

O RIBA Journal, reconhecendo a intenção de Lokko de "romper" a história predominante da arquitetura que sub-representava e excluía muitas pessoas e lugares, observou que, com arquitetos e artistas da África e da diáspora africana, compreendendo pela primeira vez a maioria dos colaboradores da Bienal, e um equilíbrio de gênero de 50-50, "O resultado é uma exposição ousada e complexa que parece urgente e profundamente sentida. É desconfortável e edificante , obrigando-nos a enfrentar a violência e a destruição ambiental das quais a arquitetura é cúmplice."

### Como escritora e editora
Grande parte dos textos de Lokko contém temas sobre identidade cultural e racial. Ela dá palestras regularmente na África do Sul e em outros países. Escreve regularmente para The Architectural Review e foi editora de White Papers, Black Marks: Race, Culture, Architecture (University of Minnesota Press, 2000) e editora-chefe do FOLIO: Journal of Contemporary African Architecture, além de fazer parte do conselho editorial da ARQ ( Cambridge) e de ser editora da série Design Research in Architecture (UCL Press).
Em 2004, Lokko publicou seu primeiro romance, Sundowners, um best-seller do Guardian, seguindo com mais 11 romances, incluindo Saffron Skies (2005), Bitter Chocolate (2008), One Secret Summer (2010), A Private Affair (2011) e Little White Lies (2014). Conforme caracterizado por The Scotsman em 2012, o que Lokko escreve "é 'glam iluminado' com mulheres em empregos emocionantes e de alto vôo que voam ao redor do mundo esfregando ombros e outras partes com homens tortuosos dos escalões superiores da alta sociedade em tortuosos, inteligentemente girados contos." Em 2020, ela se mudou de Orion para PanMacmillan com seu romance Soul Sisters.
É colaboradora da antologia New Daughters of Africa de 2019 (editada por Margaret Busby), com um ensaio intitulado "No more than three, please!".

## Prêmios e honrarias
- 2020: Prêmio RIBA Annie Spink de Excelência em Educação em Arquitetura.
- 2021: Prêmio Ada Louise Huxtable por Contribuição à Arquitetura.

Em 2023, Lokko foi nomeada Oficial da Ordem do Império Britânico (OBE) nas Honras de Ano Novo por serviços prestados à arquitetura e educação.
Em janeiro de 2024, Lokko foi anunciada pelo Royal Institute of British Architects (RIBA) como o ganhadora da Medalha de Ouro, uma das maiores honrarias do mundo para a arquitetura, concedida em reconhecimento ao trabalho de uma vida inteira a pessoas que tiveram uma influência significativa, direta ou indiretamente, no avanço da arquitetura. Conforme observado por Oliver Wainwright no The Guardian, ela é a primeira mulher africana e apenas a segunda arquiteta negra a ser escolhida para o prêmio desde que foi entregue pela primeira vez em 1848.
Descrevendo-a como "[uma] feroz defensora da equidade e inclusão em todos os aspectos da vida", o presidente do RIBA, Muyiwa Oki, afirmou: 
| “ | A abordagem progressiva de Lesley Lokko ao ensino de arquitetura oferece esperança para o futuro - uma profissão que acolhe pessoas de todas as esferas da vida, considera as necessidades do nosso meio ambiente e reconhece uma ampla gama de culturas e perspectivas. Agente visionária de mudança, Lesley dedicou sua vida a defender esses valores, não apenas por meio de esforços acadêmicos, mas por meio de seu trabalho como escritora e curadora. Ela continua sendo uma humilde força revolucionária, com sua ambição e otimismo deixando uma marca indelével no cenário arquitetônico global. | ” |